# Oscinella nitidigenis
Oscinella nitidigenis är en tvåvingeart som först beskrevs av Becker 1908.  Oscinella nitidigenis ingår i släktet Oscinella och familjen fritflugor. Inga underarter finns listade i Catalogue of Life.